# Luca Penni
Luca Penni (Firenze, tra il 1500 ed il 1504 – Parigi, 1556/1557) è stato un pittore italiano soprannominato Romanus, a scapito della sua origine fiorentina, probabilmente tramite il fratello Giovan Francesco.

## Biografia

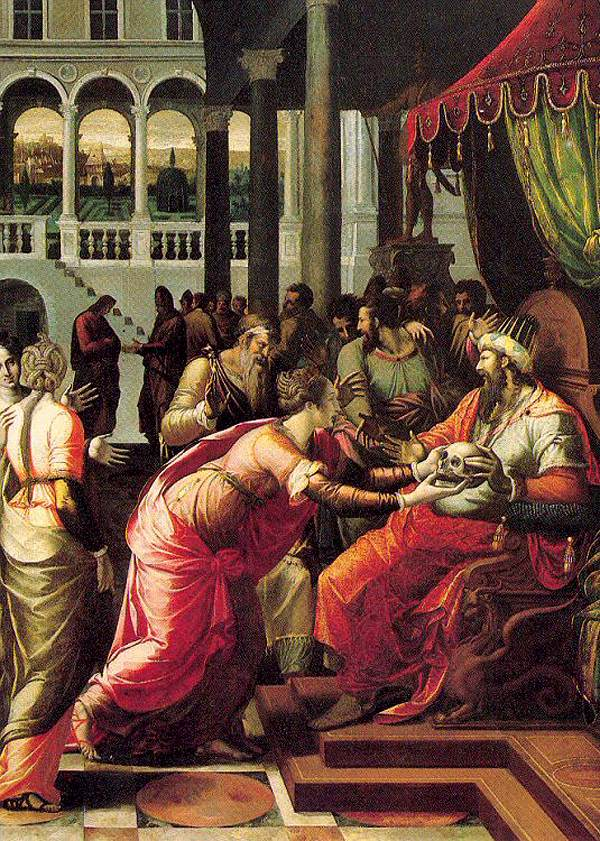
Giuramento di Ottone, Museo del Louvre, Parigi

Operò in Inghilterra tra il 1531 e il 1533, presso la corte di Enrico VIII con l'altro fratello Bartolomeo, anch'egli  pittore. Luca collaborò con Perin del Vaga a Lucca e a Genova, prima di trasferirsi in Francia, a Fontainebleau, verso il 1530. Tra il 1537 e il 1540 lavorò con il gruppo del Primaticcio nella Salle Haute del Pavillon des Poëles e con quello di Rosso Fiorentino nella Galleria di Francesco I.
Intorno al 1540 partecipò all'elaborazione dei cartoni per gli arazzi desunti dalle decorazioni della stessa galleria che, tessuti nel laboratorio diretto dal Primaticcio, sono ora conservati al Kunsthistorisches Museum di Vienna. Apparentemente è uno degli artisti meglio conosciuti della scuola di  Fontainebleau, infatti Luca è menzionato con compensi elevati nei conti di Fontainebleau fino al 1547, per poi trasferirsi a Parigi in cerca di committenti privati, ma le relative opere sono andate perdute. Fu in seguito al servizio della duchessa di Guisa e nel 1549 ne eseguì un ritratto in miniatura. A partire da quel momento egli collaborò largamente con incisori. Citato dal Vasari anche come incisore, Luca si dimostra artista completo ed eclettico, come  si vede anche dall'inventario dei beni stilato il 12 aprile 1557 dopo la sua morte, dove vengono menzionati tra altri oggetti anche ritratti, medaglie, disegni di stemmi ed incisioni. Le opere del Penni furono incise tra gli altri da Jean Mignon (tra cui La metamorfosi di Atteone e Venere punta da un cespuglio di rose), Léon Davent, René Boyvin e soprattutto Étienne Delaune. Oltre che influenzare l'arte francese del Cinquecento, Luca Penni, grazie anche all'opera del figlio Lorenzo, incontrò un buon successo anche presso gli incisori italiani.

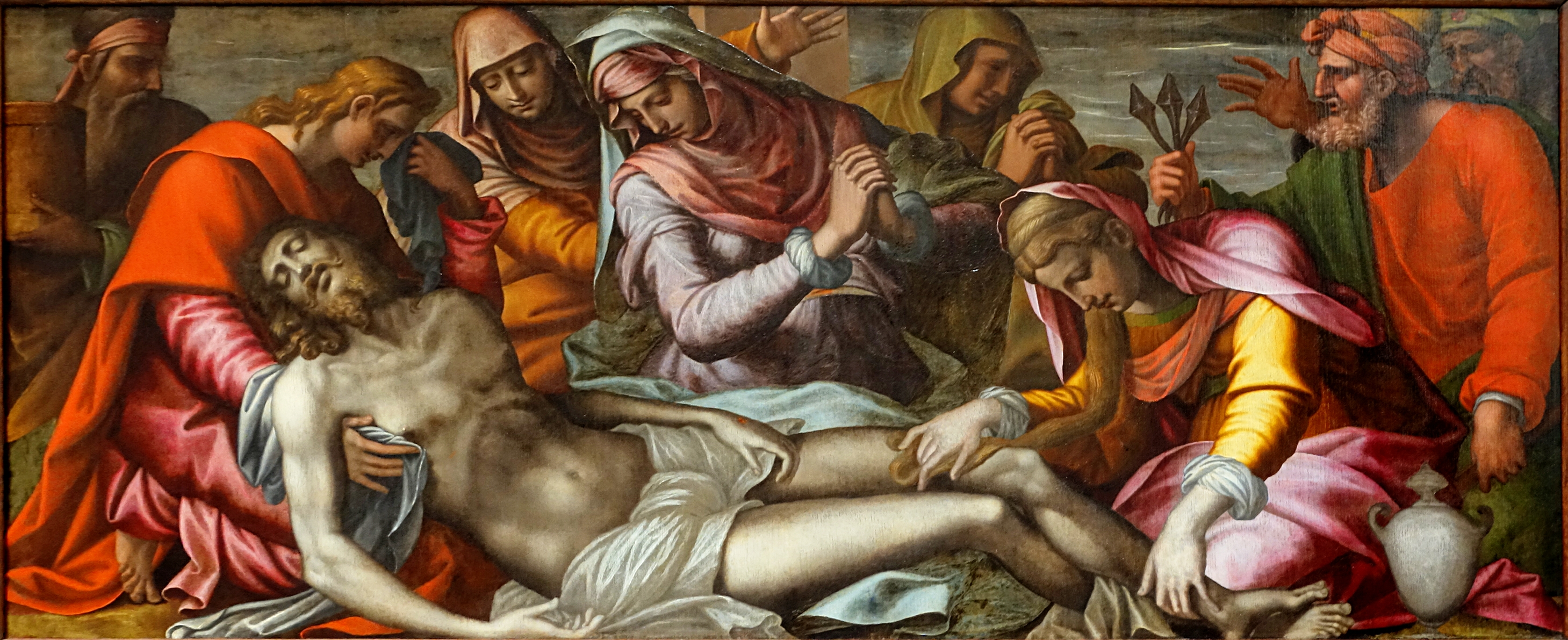
Deposizione di Cristo, Palais des Beaux-Arts de Lille, Lilla

Talvolta confusa con Jean Cousin il Vecchio o con il Primaticcio, di cui in alcuni casi è ritenuto un copista, la personalità di Luca Penni appare per certi versi ancora problematica. Le opere che gli vengono attribuite costituiscono un corpo alquanto esiguo e quelle citate nei documenti sono andate per lo più distrutte, come la Resurrezione di Lazzaro, commissionata da Nicolas Houel il 19 marzo 1555 e come la Predicazione di Giovanni Battista, in origine nella cappella nuova della chiesa di Saint-André-des-Arts. Tra le principali opere vi sono la Deposizione di Cristo, dipinta su superficie marmorea, presente nella sacrestia della Cattedrale di Auxerre e il dipinto di analogo soggetto del Palais des Beaux-Arts de Lille, la Giustizia di Ottone (noto anche come La vendetta della moglie di Orgiaconte), ora al Museo del Louvre di Parigi. Sylvie Béguin gli attribuisce, ma con dubbi, anche la Diana e Atteone del Museo del Louvre.
Nel 1980 fu scoperto nel castello di Lux in Borgogna un affresco che riproduce esattamente il motivo di una incisione di Giorgio Ghisi, tratta da Luca Penni, ha aperto nuovi quesiti. Problematica rimane anche l'attribuzione, concentrata tra Penni e Jean Cousin il Vecchio, della ideazione della celebre serie degli arazzi di Anet con la Historie de Diane, di cui quattro sono ancora in loco, mentre gli altri sono conservati al Musée des beaux-arts de Rouen di Rouen, al Metropolitan Museum of Art di New York e in alcune collezioni private. La serie fu commissionata da Enrico II di Francia verso il 1550 per il castello di Diana di Poitiers, dubitativamente attribuita da Sylvie Béguin a Charles Carmoy, pittore ufficiale di Diana di Poitiers ad Anet nel 1551.